# 宣誓儀程規範法
《宣誓儀程規範法》（英語：An Act to regulate the Time and Manner of administering certain Oaths）是美國國會所通過的第一部法律，僅後於批准美國憲法。法案由喬治·華盛頓總統於1789年6月1日簽署，其中部分內容迄今仍有效。
1789年4月1日，美國眾議院首次湊足法定人數。五天後，眾院任命了一個起草法案的委員會以規範國會議員依美國憲法第六條宣誓的儀程。眾議院當天也經表決指示委員會於誓詞中加入以下內容：
“余，甲乙，國會中之合眾國眾議員，莊嚴宣誓或確認（就當下情況而定）余擁護美國憲法。”
4月25日，委員會將法案上呈全院，兩天後獲得批准。美國參議院內負責該法案的委員會又多加一項條款，要求州府官員和議員同以國會議員所用誓詞宣誓。參議院於5月5日通過修訂後的法案，眾議院沒有反對參議院所作修訂。各院代表將法案帶給華盛頓簽署。
最終法案中的誓詞異於原提案，刪除了兩條。一提及上帝，一是「國會中之合眾國眾議員」。法案明定所有參議員均須向參議院議長（即美國副總統）宣誓，副總統之後再向參議員們宣誓。在眾議院，眾議員逐一向美國眾議院議長宣誓，議長其後向其同僚們宣誓。州政府官員和聯邦其他官員也須作相同宣誓，宣誓對象其後以法律定之。
該法規的部分內容留存於美國法典第2編的§ 第21节、§ 第22节、和§ 第25节等處，及第4編之§ 第101节和§ 第102节中。